# Otto Andersson
Otto August „Gillis“ Andersson (* 7. Mai 1910 in Ed, Grums (Gemeinde), Värmland; † 11. August 1977 in Surte, Västra Götalands län) war ein schwedischer Fußballnationalspieler.
Andersson spielte für Örgryte IS in der Allsvenskan. Zudem war er 15 Mal schwedischer Nationalspieler. Er gehörte bei der Weltmeisterschaft 1934 zum Kader der Auswahl, kam aber nicht zum Einsatz. Bei den Olympischen Sommerspielen 1936 gehörte er zu der Mannschaft, die an Japan durch eine 2:3-Niederlage scheiterte.